# Bugatti Type 45
Pour les articles homonymes, voir Bugatti (homonymie) et 45 (homonymie).
La Bugatti Type 45 est une voiture de Grand Prix automobile du constructeur automobile français Bugatti, produite entre 1928 et 1930 par Ettore Bugatti et son fils Jean Bugatti. Motorisée par un moteur 16 cylindres de la marque, elle est déclinée en version routière Grand Sport Bugatti Type 47,.

## Histoire
Inspiré des légendaires moteurs 8 cylindres en ligne à simple ACT de Bugatti Type 35 de 1924 (qui remportent plus de 2 000 victoires en compétition, record mythique inégalé à ce jour) et de la série de moteurs d'avions militaires King-Bugatti U-16 (2 x 8 cylindres de 24,3 Litres pour 410 ch, simple, ou couplés par 2 ou par 3 en H avec 4 à 6 x 8 cylindres) conçue par Ettore Bugatti pendant la Première Guerre mondiale pour l'Armée de l'air française et pour l'US Air forces américaine alliée, Ettore et son fils Jean Bugatti motorisent entre 1928 et 1930 quelques prototypes de Bugatti Type 45 (de Grand Prix automobile de France) et Bugatti Type 47 (version routière Grand Sport) pour maintenir la marque dominatrice aux sommets de la compétition automobile et des voitures de sport d'élite de l'époque, avec une nouvelle génération de moteur 16 cylindres en U, à simple arbre à cames en tête, à 3 soupapes par piston, à double compresseur roots, en versions 3 L de 200 ch et 3,8 L de 250 ch, pour 200 et 240 km/h de vitesse de pointe.

Bugatti Type 47 Torpédo de la collection Schlumpf de la Cité de l'automobile de Mulhouse
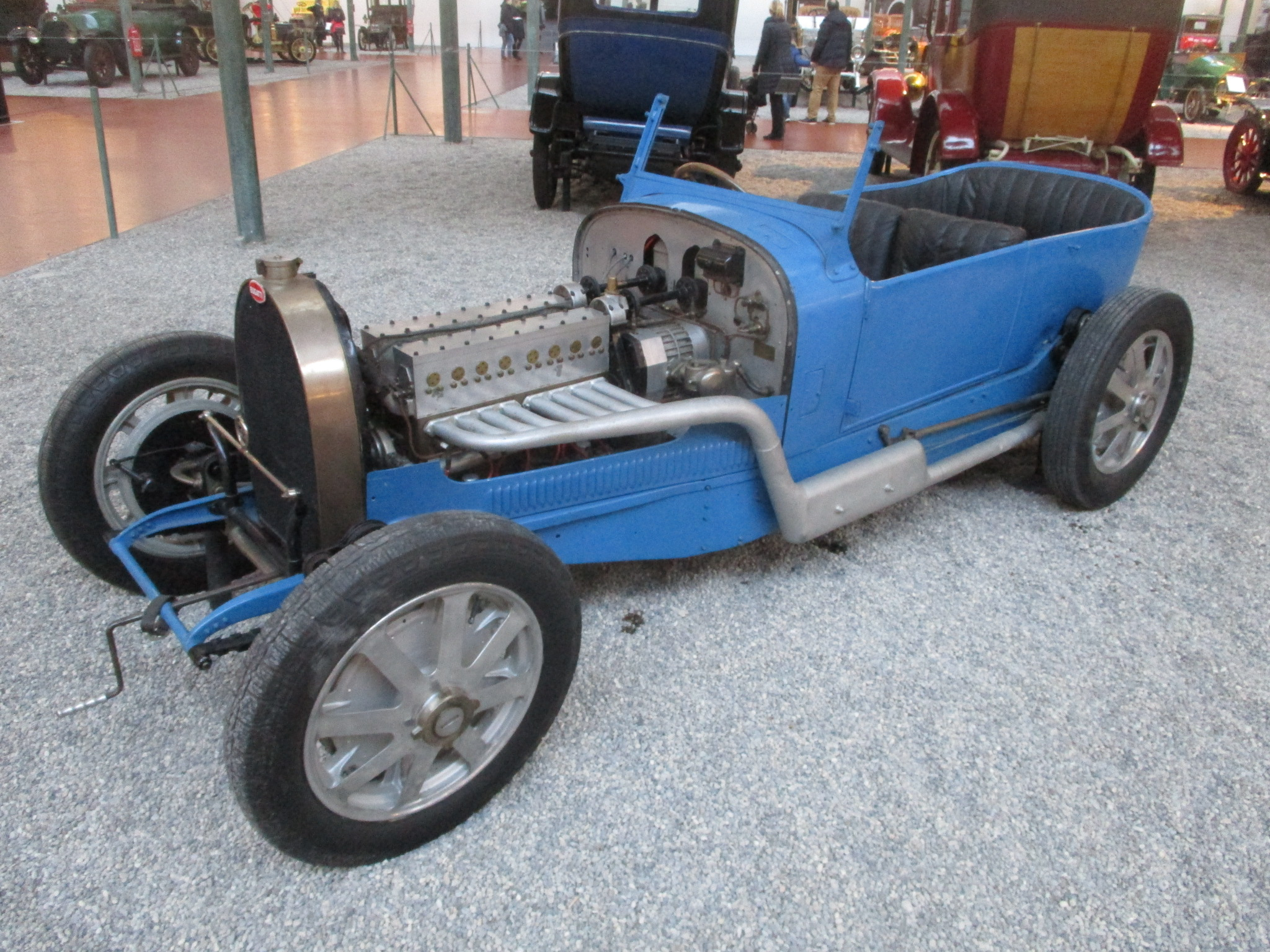
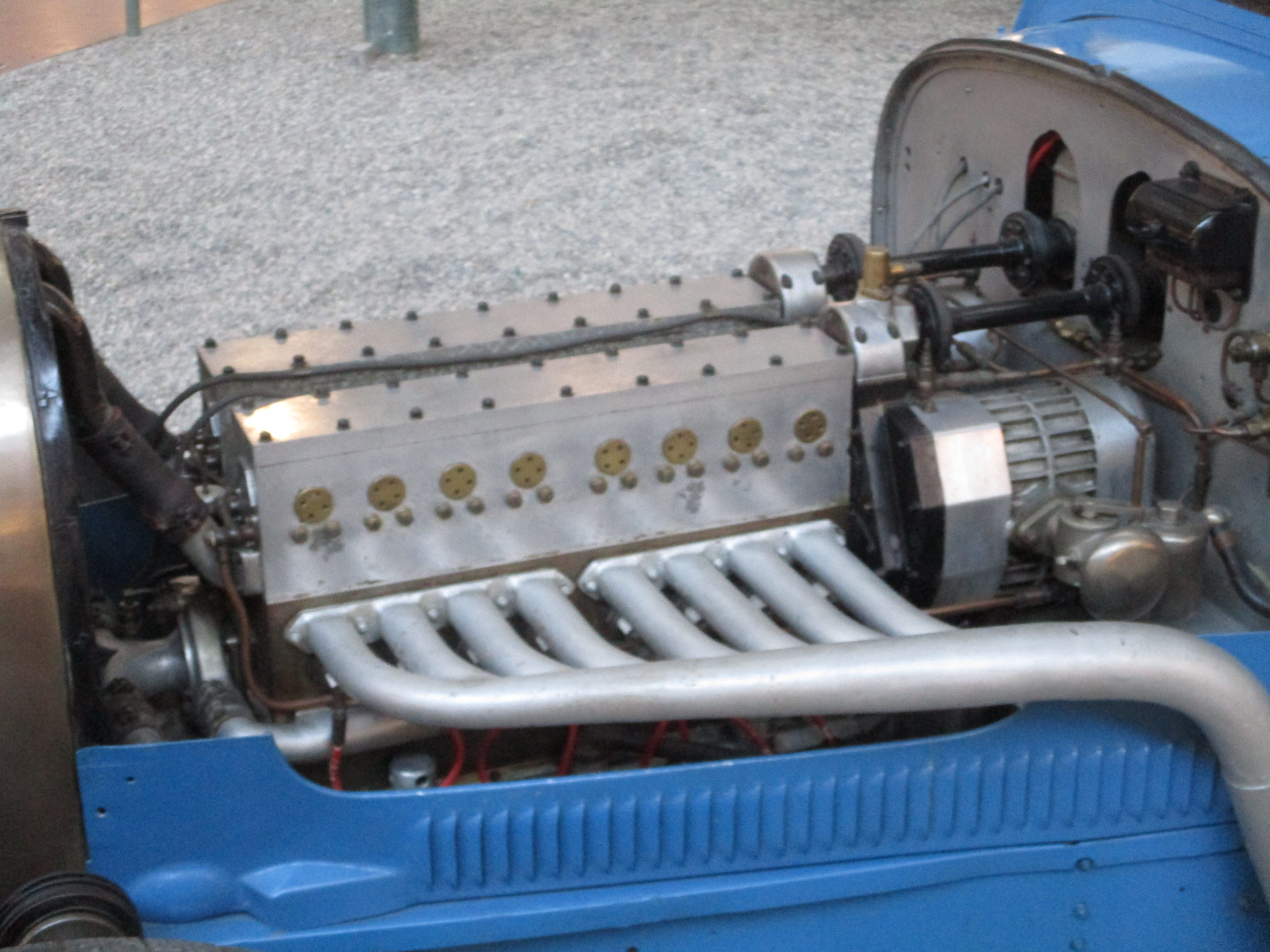
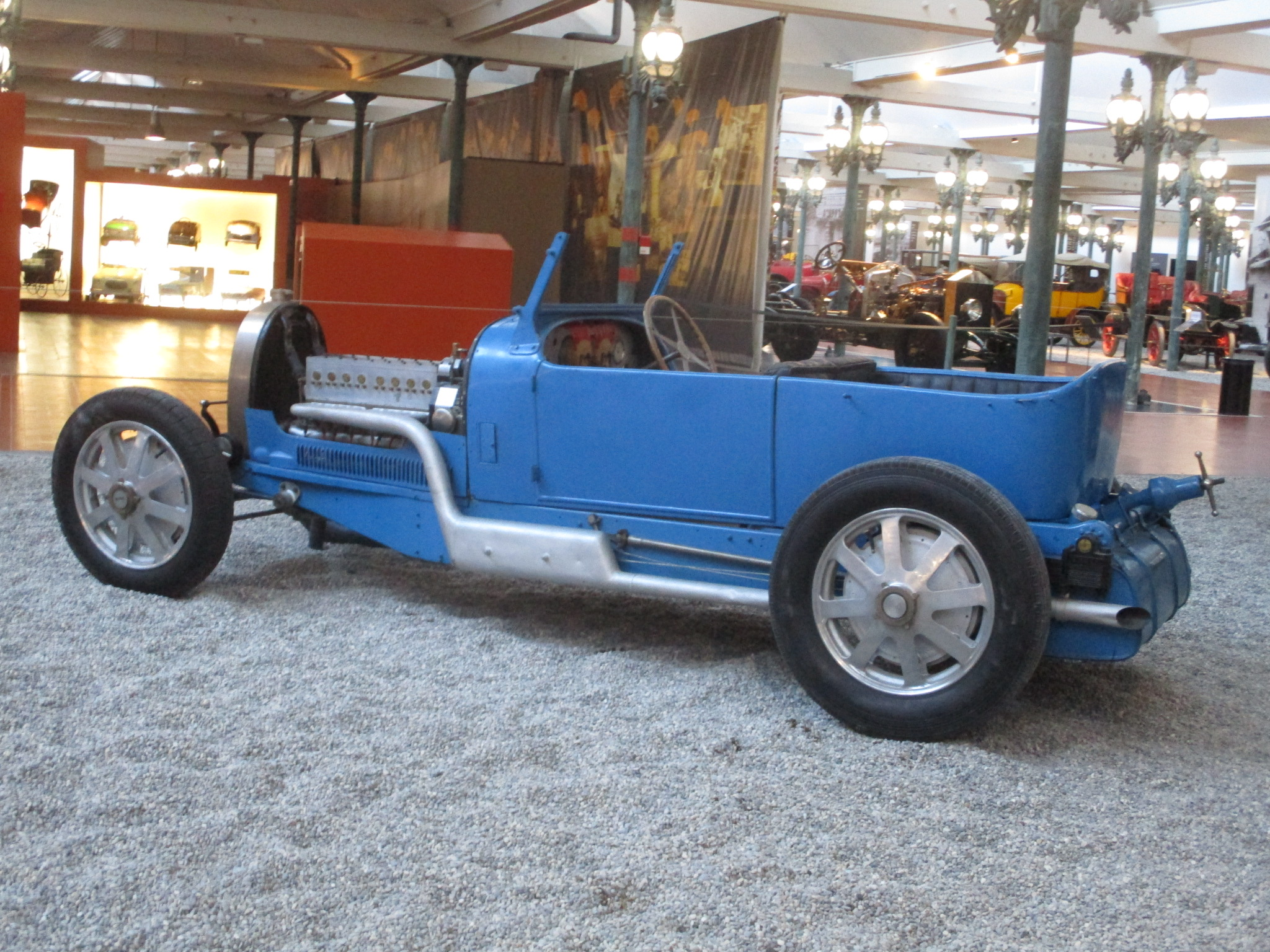

Le krach de 1929 et la Grande Dépression les incite à abandonner la poursuite et la mise au point longue, coûteuse, et complexe de ce projet,,. Jean Bugatti, qui succède alors progressivement à son père dans les années 1930 à la tête de Bugatti, oriente la marque avec succès vers une évolution des 8 cylindres Bugatti SOHC de son père, vers des 8 cylindres 2ACT (double arbre à cames en tête) suralimentés, de ses séries de Bugatti Type 50, 51, 53, 54, 55, 57, 59, 64...

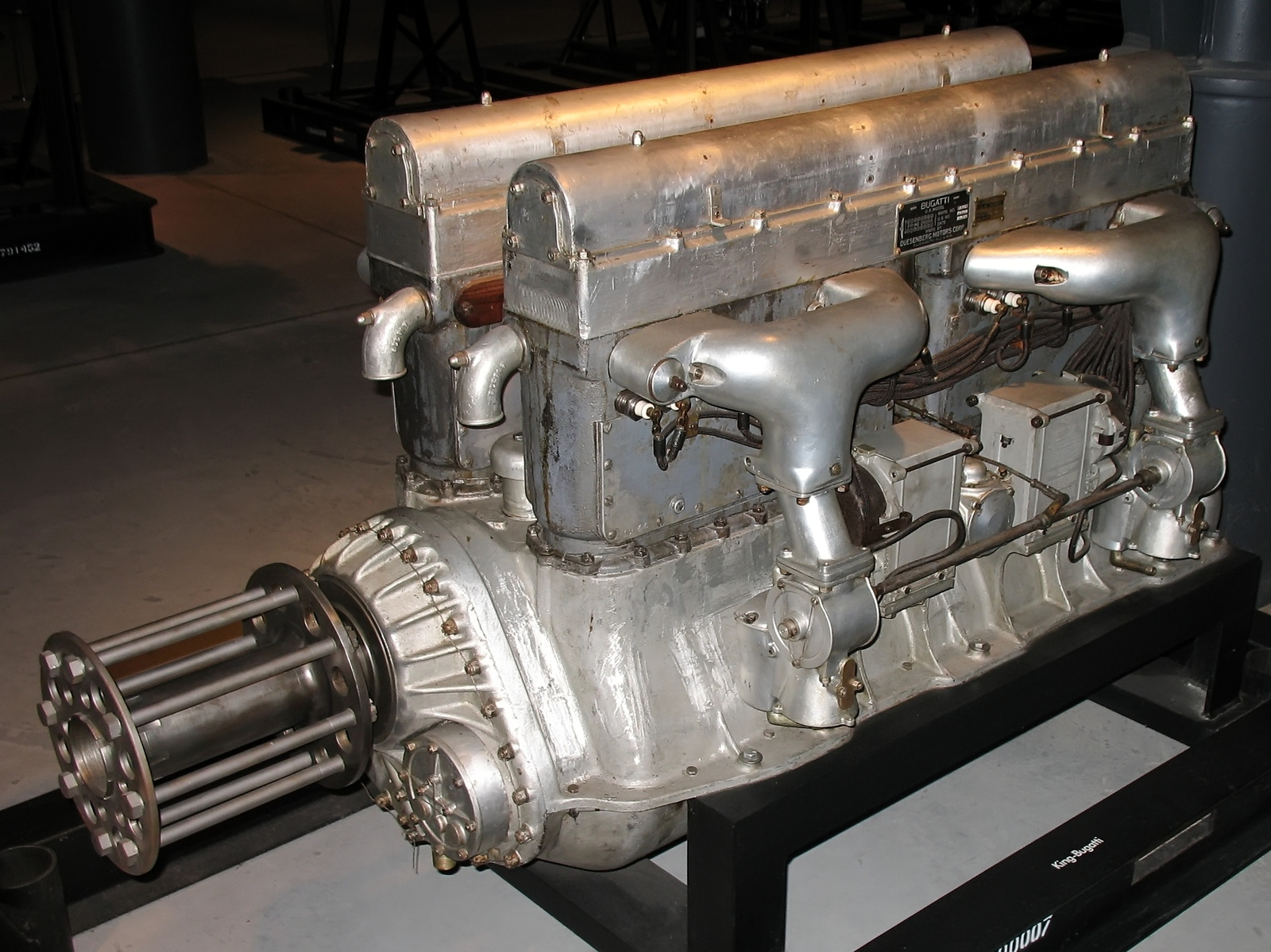
Moteur King-Bugatti U-16 de 1916
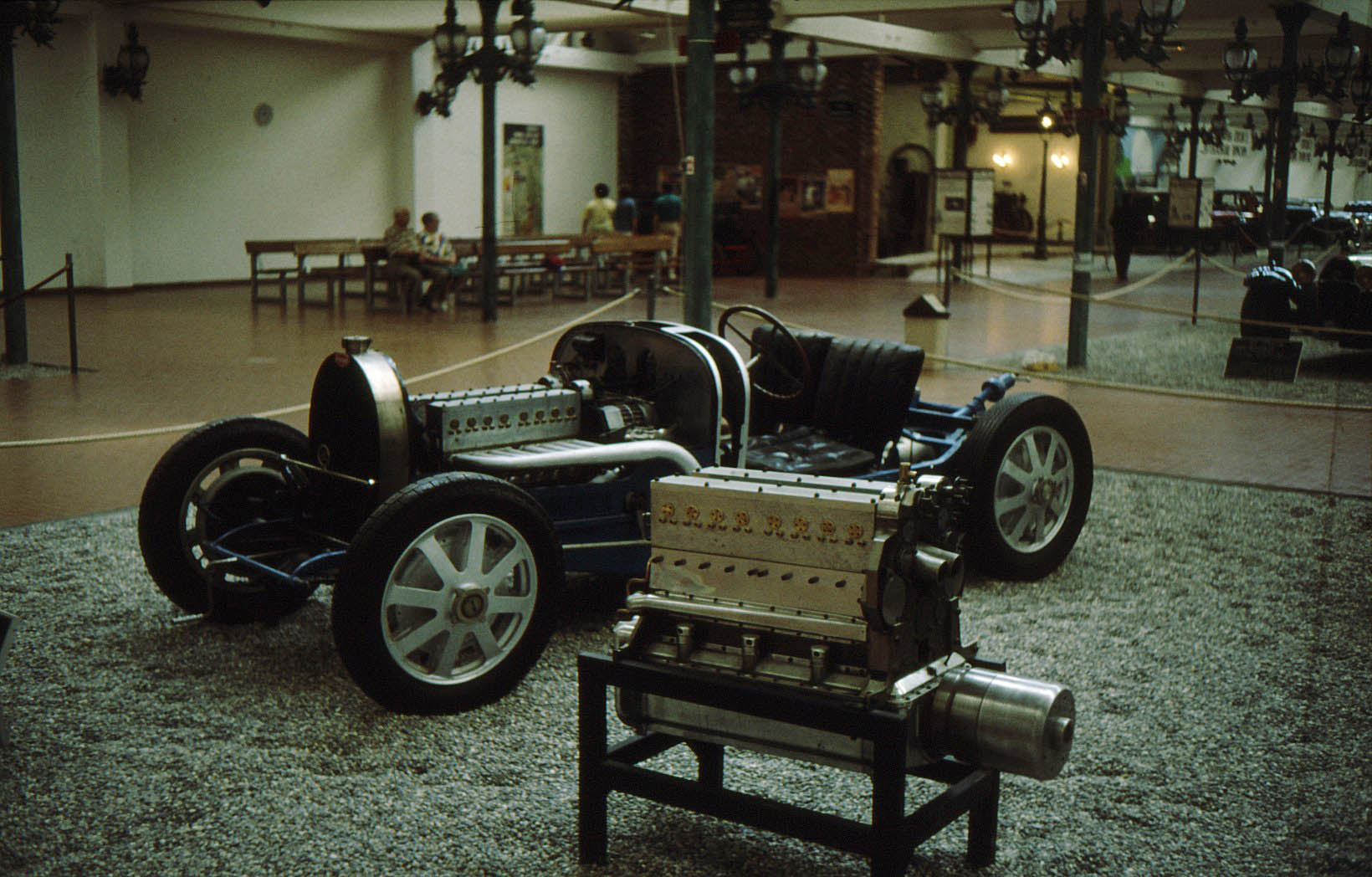
Moteur en U
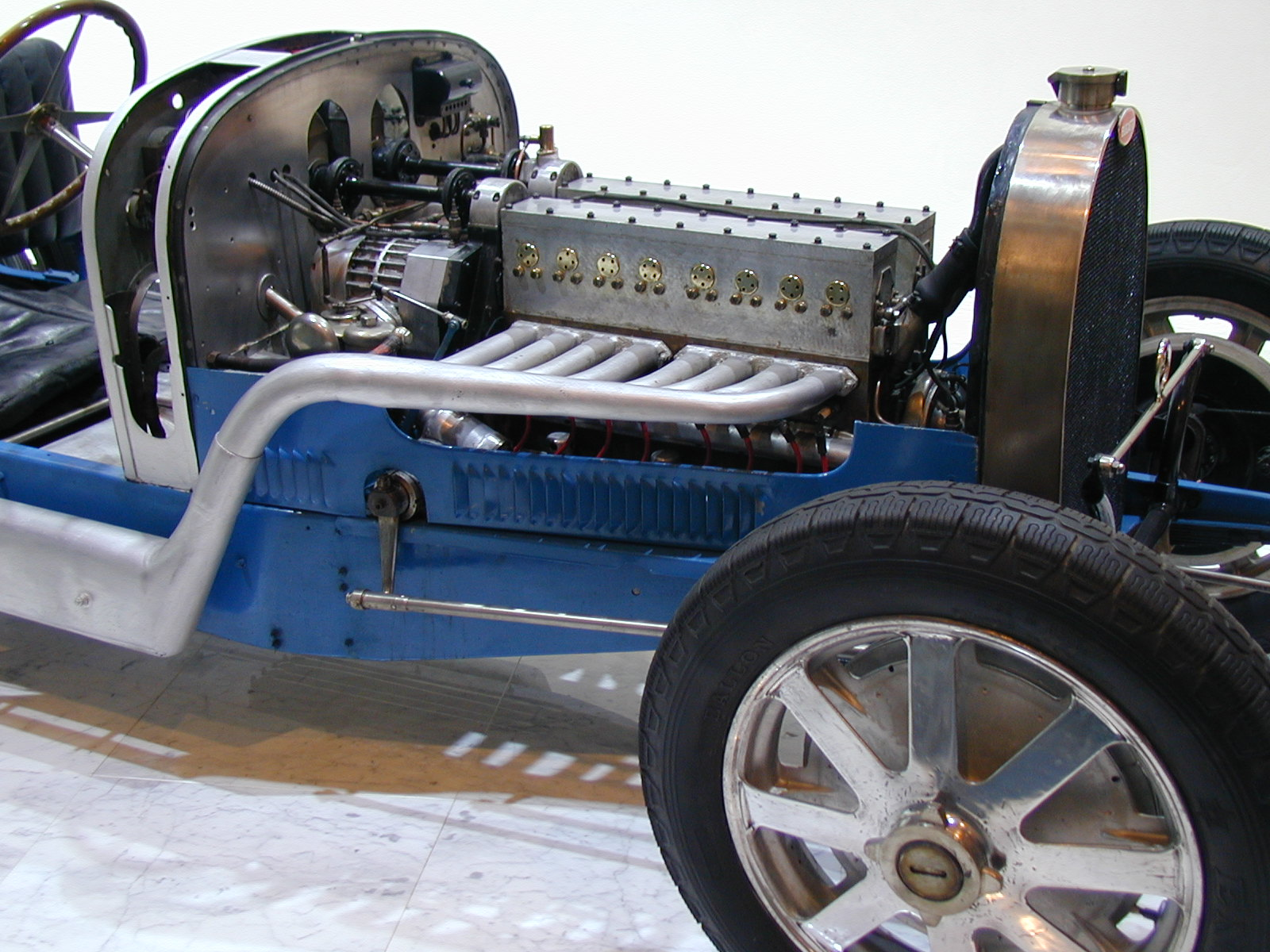
Moteur 16 cylindres en U

## Postérité
Après la disparition après-guerre de Bugatti (vendu en 1963 au constructeur aéronautique Hispano-Suiza, actuel Safran Landing Systems) la marque ressuscite 30 ans plus tard, dans les années 1990, sur son site historique d'origine de Molsheim, avec ses nouveaux moteurs 18 cylindres en W Bugatti de 1991 (de Bugatti EB110, EB118, EB18/3 Chiron, EB218, EB 18/4 Veyron) et moteurs 16 cylindres en W de 8 L de 2005 (moteurs parmi les plus puissants du monde de leur époque de plus de 1000 ch de Bugatti Veyron 16.4, Chiron, Divo, et La Voiture Noire de 1500 ch)...

## Moteurs Type 45 et 47
- Bugatti Type 45 (Grand Prix automobile de France) 16 cylindres ACT, 3,8 L de 250 ch, 240 Km/h.
- Bugatti Type 47 (routière Grand Sport) 16 cylindres ACT, 3 L de 200 ch, 200 Km/h.

## Palmarès
- 1930 : Louis Chiron sur Bugatti Type 45, victorieux de la Course de côte du Col du Klausen ( Suisse) du Championnat d'Europe de la montagne 1930.